# UCI Oceania Tour 2011
Die UCI Oceania Tour ist der vom Weltradsportverband UCI zur Saison 2005 eingeführte ozeanische Straßenradsport-Kalender unterhalb der UCI ProTour (seit 2011: UCI WorldTour) und gehört zu den UCI Continental Circuits. Die siebte Saison begann am 4. Oktober 2010 und endete am 30. September 2011.
Die Eintagesrennen und Etappenrennen der UCI Oceania Tour sind in drei Kategorien (HC, 1 und 2) eingeteilt. Bei jedem Rennen werden Punkte für eine Wertung vergeben. An dieser Wertung nehmen die Professional Continental Teams und die Continental Teams teil. An den einzelnen Rennen können auch ProTeams teilnehmen, die von Fahrern der ProTeams erzielten Platzierungen bleiben aber für das Ranking außer Betracht.

## Gesamtstand
(Endstand: 30. September 2011)
| Platz | Fahrer             |            | Team | Punkte |
| ----- | ------------------ | ---------- | ---- | ------ |
| 1.    | Richard Lang 1     | Australien | JAI  | 100    |
| 2.    | Nathan Haas 1      | Australien | GEN  | 74     |
| 3.    | George Bennett 1   | Neuseeland | TLS  | 53     |
| 4.    | Damien Howson 1    | Australien | JAI  | 46     |
| 5.    | Nathan Earle       | Australien | GEN  | 41     |
| 6.    | Stuart Smith 1     | Australien |      | 40     |
| 7.    | James Williamson 1 | Neuseeland | PBR  | 36     |
| 8.    | Patrick Lane 1     | Australien | JAI  | 30     |
| 9.    | Luke Davison 1     | Australien | BFL  | 25     |
| 10.   | Bernard Sulzberger | Australien | VAU  | 24     |
| 11.   | Lachlan Norris     | Australien | DPC  | 24     |
| 12.   | William Dickeson   | Australien | JBC  | 20     |
| 13.   | Malcolm Rudolph 1  | Australien | JAI  | 20     |
| 14.   | Jeremy Yates       | Neuseeland | MNS  | 16     |
| 15.   | Timothy Gudsell    | Neuseeland | PBR  | 15     |
| 16.   | Ryan Obst          | Australien |      | 15     |
| 17.   | David Pell         | Australien | DPC  | 14     |
| 18.   | Steele Von Hoff    | Australien | GEN  | 14     |
| 19.   | Chris Jory         | Australien |      | 12     |
| 20.   | Michael Vink 1     | Neuseeland | TLS  | 12     |

| Platz | Team                             |                        | Punkte |
| ----- | -------------------------------- | ---------------------- | ------ |
| 1.    | Team Jayco-AIS                   | Australien             | 218    |
| 2.    | Genesys Wealth Advisers          | Australien             | 131    |
| 3.    | Trek Livestrong U23              | Vereinigte Staaten     | 65     |
| 4.    | PureBlack Racing                 | Neuseeland             | 62     |
| 5.    | Drapac                           | Australien             | 43     |
| 6.    | Team Budget Forklifts            | Australien             | 32     |
| 7.    | V Australia                      | Australien             | 30     |
| 8.    | Jelly Belly Cycling              | Vereinigte Staaten     | 20     |
| 9.    | Manisaspor Cycling Team          | Turkei                 | 16     |
| 10.   | Subway Cycling Team              | Neuseeland             | 8      |
| 11.   | Kenda-5-Hour Energy Cycling Team | Vereinigte Staaten     | 5      |
| 12.   | Marco Polo Cycling Team          | China Volksrepublik    | 5      |
| 13.   | Endura Racing                    | Vereinigtes Konigreich | 4      |

| Platz | Nation     | Punkte |
| ----- | ---------- | ------ |
| 1.    | Australien | 830    |
| 2.    | Neuseeland | 463    |

| Platz | Nation (U23) | Punkte |
| ----- | ------------ | ------ |
| 1.    | Australien   | 651,67 |
| 2.    | Neuseeland   | 217    |

Zu den Regeln der einzelnen Ranglisten: 

## Rennkalender

### Januar
| Datum   | Rennen             | Kat. | Sieger         | Team        |
| ------- | ------------------ | ---- | -------------- | ----------- |
| 26.–30. | Tour of Wellington | 2.2  | George Bennett | Cardno Team |

### März
| Datum | Rennen                                         | Kat. | Sieger           | Team       |
| ----- | ---------------------------------------------- | ---- | ---------------- | ---------- |
| 17.   | Ozeanienmeisterschaft – Einzelzeitfahren       | CC   | William Dickeson | Australien |
| 17.   | Ozeanienmeisterschaft – Einzelzeitfahren (U23) | CC   | Damien Howson    | Australien |
| 20.   | Ozeanienmeisterschaft – Straßenrennen          | CC   | Ryan Obst        | Australien |
| 20.   | Ozeanienmeisterschaft – Straßenrennen (U23)    | CC   | Richard Lang     | Australien |